# 마이크 댄토니

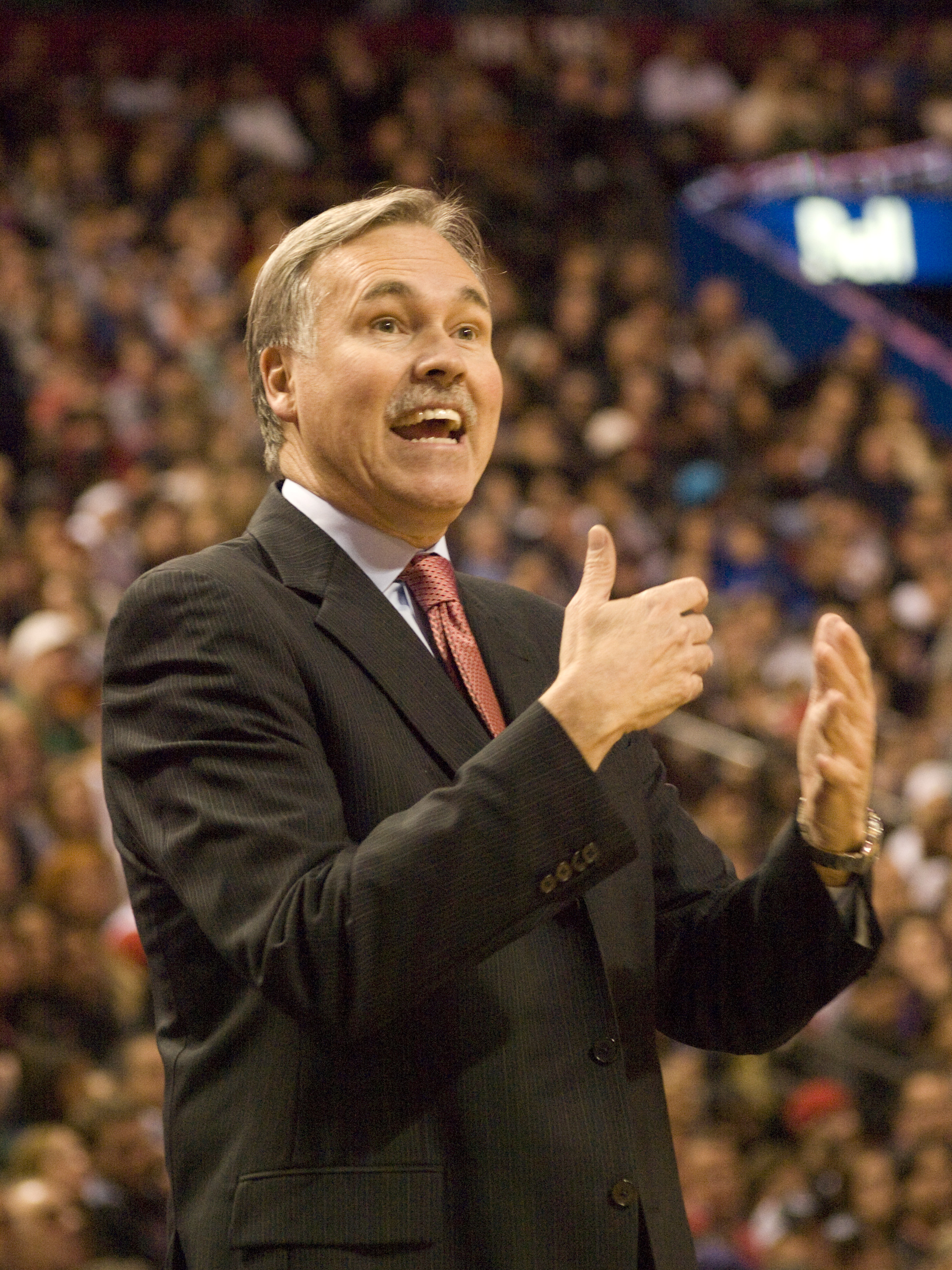

마이크 댄토니(Mike D'Antoni, 본명: 마이클 앤드류 댄토니, Michael Andrew D'Antoni, 1951년 5월 8일 ~ )는 미국 프로 농구 코치이자 NBA(전미 농구 협회)의 뉴올리언스 펠리컨스의 코칭 고문이었던 전 선수이다.
피닉스 선스의 수석 코치였던 그는 선스가 이전 시즌보다 33승을 더 많이 거둔 후 2004-05 NBA 시즌에 NBA 올해의 감독상을 수상했다. 2008년부터 뉴욕 닉스를 코치하다가 2012년에 사임했다. 2012-13 시즌까지 7경기 동안 로스앤젤레스 레이커스에 고용되었다. 2016년 6월 1일, 댄토니는 로케츠의 감독으로 임명되었으며, 2016-17 시즌에 두 번째 NBA 올해의 코치상을 받았다. 댄토니는 빠르게 진행되는 공격 지향 시스템을 선호하는 것으로 알려져 있다. 가드 스티브 내시와 제임스 하든은 댄토니의 시스템에서 플레이하면서 NBA 최우수 선수상을 수상했다.

## 경력
선수 경력
- 1973-1975 캔자스시티-오마하 킹스
- 1975-1976 스피리츠 오브 세인트루이스
- 1976년 샌안토니오 스퍼스
- 1977-1990 올림피아 밀라노

코치 경력
- 1990-1994 올림피아 밀라노
- 1994-1997 베네통 바스켓
- 1997-1998 덴버 너게츠 (어시스턴트)
- 1998-1999 덴버 너게츠
- 2000-2001 포틀랜드 트레일 블레이저스 (어시스턴트)
- 2001-2002 베네통 바스켓
- 2002~2003년 피닉스 선즈(어시스턴트)
- 2003-2008 피닉스 선즈
- 2008-2012 뉴욕 닉스
- 2012-2014 로스앤젤레스 레이커스
- 2015-2016 필라델피아 세븐시식서스 (어소시에이트 HC)
- 2016-2020 휴스턴 로케츠
- 2020–2021 브루클린 네츠 (어시스턴트)